# 海底人
海底人（かいていじん）とは海底（広義には海洋全般）に生息する架空の人類的生物のこと。SF作品などに登場するほか、伝承にも登場するが、実在する証明はされていない。

## 概要
古くは人魚や半魚人、浦島太郎の竜宮城など、海底や深海に生息する人々の存在は神話や伝承の中にも語られており、SFにおいても多用される題材の一つである。
大別すると海中に棲むものと、海底付近の地下空洞などで生活しているものの二種がある。前者は半魚人的なもの、後者は何らかの理由により海底での生活を余儀なくされた人類として描かれることが多く、後者は実質的には地底人とも言える。
ムー大陸やアトランティス大陸、レムリア大陸などと関連づけられていることもある。

## 海底人の登場する作品

### 特撮
- アトランティスから来た男 - 主人公が海底人。
- ウルトラQ、ウルトラマン - 海底原人ラゴンが登場。
- ウルトラセブン - 地球原人ノンマルトが登場。かつては地上を支配していたが、現在の人類の登場により海底に追いやられたとされる。
- 海底軍艦 - 古代ムウ帝国が登場。
- 海底人8823 - 主人公が海底人。
- 海底大戦争
- 海底大戦争 スティングレイ - 海底王国タイタニカが登場。
- ゴジラ対メガロ - シートピア海底王国（レムリア人の子孫）が登場。

### アニメ
- サンゴ礁伝説 青い海のエルフィ
- ブロッカー軍団IVマシーンブラスター - 地上支配を目論むモグール帝国が登場。
- 凪のあすから - 主人公が海底人
- マリンスノーの伝説 - ヒロインが「海の民」
- ゲッターロボアーク - ハチュウ人類は前作まではマグマの中に住んでいたが、本作では深海に住む。

### 漫画
- アクアマン - アメコミのDCコミックスの複数の作品（『ジャスティス・リーグ』など）に登場する、海底人（アトランティス人）のスーパーヒーロー。
- 海の王子 - 主人公が海底人。
- 海のトリトン - 主人公が海底人（トリトン族）で、敵も海底人（ポセイドン族）。
- 海の勇者ライフセイバーズ
- 海底人類アンチョビー - 主人公が海底人（アンチョビー）であり、敵も海底人（ホンダワラ）。『海のトリトン』のパロディ的作品。
- 勝手なやつら
- サブマリナー - アメコミのマーベル・コミックの複数の作品に登場する、海底人（アトランティス人）のスーパーヒーロー。
- ブルーシティー - 人類が人工ウィルスによって変化した海棲人類が登場。
- サブマリン707 - 第二部で海底王国ムウが登場。
- 侵略!イカ娘 - 主人公が海洋出身。
- 潜水艦スーパー99 - 地底海人ゼスが登場。
- ドラえもん のび太の海底鬼岩城 - 海底人の国家、ムー連邦とアトランティス連邦が登場。後者は既に滅びておりロボットのみが存在。
- 岸和田博士の科学的愛情 - かつてムー帝国の近所にあり、その後海底に沈んだ海底帝国「モー帝国」が登場。